# لين زيكسو
لين زيكسو (30 أغسطس 1785 - 22 نوفمبر 1850) (الصينية المبسطة: 林則徐، البينيين: Lín Zéxú) عسكري وباحث ومسؤول صيني خلال عهد أسرة تشينغ. اشتهر بفرض المنع على استهلاك الأفيون، ما أدى إلى اندلاع حرب الأفيون الأولى.

## روابط خارجية
- لين زيكسو على موقع الموسوعة البريطانية (الإنجليزية)